# Chrysolina variolosa
Chrysolina variolosa é uma espécie de artrópode pertencente à família Chrysomelidae.